# Selma (Vorname)
Selma ist ein weiblicher Vorname.

## Herkunft und Bedeutung
Der Vorname Selma wurde durch die Ossian-Dichtung des Schotten James Macpherson bekannt. Er leitet sich vom keltischen shelma „schöne Aussicht“ her.
Selma kann auch von dem deutschen Namen Anselm abgeleitet sein.
Außerdem kommt der Name im Türkischen und im Bosnischen vor, vermutlich abgeleitet von arabisch Salma „Harmonie, Frieden“.

## Varianten
- Salma
- Zelma
- Sellma

## Namensträgerinnen
- Selma Abrahamsson (1872–1911), finnlandschwedische Autorin
- Selma Al-Radi (1939–2010), irakische Archäologin und Anthropologin
- Selma Alispahić (* 1970), bosnische Theater- und Filmschauspielerin
- Selma Arapović (* 1976), österreichische Politikerin (NEOS)
- Selma Arruda (* 1963), brasilianische Richterin und Politikerin
- Selma Ashipala-Musavyi (* 1960), namibische Diplomatin und Politikerin
- Selma Bacha (* 2000), französische Fußballspielerin
- Selma Bajrami (* 1980), bosnische Pop- und Turbo-Folk-Sängerin
- Selma Baldursson (* 1974), deutsche Schauspielerin
- Selma Björnsdóttir (* 1974), isländische Popsängerin
- Selma Blair (* 1972), US-amerikanische Schauspielerin
- Selma Ceylan (* 1956), deutsche Autorin türkischer Herkunft
- Selma Jeanne Cohen (1920–2005), US-amerikanische Tanzhistorikerin
- Selma Des Coudres (1883–1956), lettisch-deutsche Malerin
- Selma Diamond (1920–1985), kanadische Schauspielerin und Drehbuchautorin
- Selma Elloumi Rekik (* 1956), tunesische Unternehmerin und Politikerin
- Selma Ergeç (* 1978), Fotomodell und Schauspielerin deutsch-türkischer Herkunft
- Selma Elisabeth Graf (1887–1942), deutsche römisch-katholische Märtyrerin
- Selma Freud (1877–1962), österreichische Person der Heilsarmee
- Selma Genthe (1877–1939), deutsche Fotografin und Schriftstellerin
- Selma Grieme (1910–1999), deutsche Leichtathletin
- Selma Gräfin von der Gröben (1856–1938), Philanthropin und Frauenrechtlerin
- Selma Grünewald (1899–1942), Häftling im Konzentrationslager Ravensbrück
- Selma Gürbüz (1960–2021), türkische Malerin und Bildhauerin
- Selma Hetmann (* 1995), deutsche Volleyballspielerin
- Selma Ibrahim (* 1995), norwegische Moderatorin
- Selma James (* 1930), US-amerikanische Schriftstellerin, Feministin und Sozialaktivistin
- Selma Kajan (* 1991), australische Mittelstreckenläuferin
- Selma Aliye Kavaf (* 1962), türkische Politikerin
- Selma Kunze, deutsche Schauspielerin
- Selma Kurz (1874–1933), deutsche Opernsängerin
- Selma Lagerlöf (1858–1940), schwedische Schriftstellerin
- Selma Lohse (1883–1937), deutsche Politikerin (SPD)
- Selma L’Orange Seigo (* 1980), Schweizer Politikerin (Grüne)
- Selma G. Lanes (1929–2009), US-amerikanische Autorin
- Selma Sól Magnúsdóttir (* 1998), isländische Fußballspielerin
- Selma Mahlknecht (* 1979), italienische Schriftstellerin, Drehbuchautorin und Dramaturgin
- Selma Meerbaum-Eisinger (1924–1942), deutschsprachige Lyrikerin
- Selma Meyer (Medizinerin) (1881–1958), deutsche Kinderärztin und Hochschullehrerin
- Selma Meyer (Widerstandskämpferin) (1890–1941), niederländische Widerstandskämpferin, Feministin und Pazifistin
- Selma Nicklass-Kempner (1850–1928), deutsche Sängerin und Gesangslehrerin
- Selma Poutsma (* 1999), niederländisch-französische Shorttrackerin
- Selma Rıza (1872–1931), türkische Journalistin, Schriftstellerin und Frauenrechtlerin
- Selma Rosenfeld (1892–1984), Lehrerin und Professorin
- Selma Rosun (* 1991), mauritische Speerwerferin
- Selma Selman (* 1991), bosnisch-herzegowinische Künstlerin und Aktivistin
- Selma Steinmetz (1907–1979), österreichische Pädagogin und Widerstandskämpferin
- Selma Stern (1890–1981), deutsche Historikerin
- Selma Urfer (1928–2013), schweizerisch-deutsche Autorin, Übersetzerin und Schauspielerin
- Selma Üsük (* 1974), türkisch-deutsche Journalistin und Fernsehmoderatorin
- Selma Vaz Dias (1911–1977), britische Schauspielerin
- Selma Velleman (* 1922), Häftling im Konzentrationslager Ravensbrück, Zeitzeugin der NS-Verbrechen
- Selma Vilhunen (* 1976), finnische Regisseurin und Drehbuchautorin
- Selma Yağcı (* 1981), türkische Boxerin
- Selma Yildirim (* 1969), österreichische Politikerin (SPÖ)
- Selma Zwienicki (1882–1938), Opfer der Reichspogromnacht in Bremen